# Spyair
SPYAIR – japoński zespół rockowy założony w Nagoi w 2005 roku. Członkowie grupy to Ike (wokal), UZ (gitara), Momiken (bas) i Kenta (perkusja).

## Historia
Grupa została założona w 2005 roku, w 2009 podpisała kontrakt z niezależną wytwórnią U-Project, następnie podpisała kontrakt z Sony Music Associated Records. Debiutancki singiel, „Liar”, został wydany 11 sierpnia 2010 roku, piosenka ta została użyta w programie telewizyjnym Hammer session!. Kolejny singiel „Last Moment”, został użyty jako 25 tyłówka anime Bleach.
8 czerwca 2011 ukazał się 4 singiel grupy „Samurai Heart (Some Like it Hot)”, który posłużył jako 17-sta tyłówka anime Gintama (pierwsza tyłówka kontynuacji serii pod tytułem Gintama').

## Członkowie
- IKE (wokal)
- UZ (gitara)
- MOMIKEN (bas)
- KENTA (perkusja)

### Byli członkowie
- DJ Enzel (DJ)[4]

## Dyskografia

### Albumy
- Rockin' the World (2011.09.21)[5]
- Just Do It (2012.09.19)[5]
- Million (2013.08.07)[5]
- BEST (2014.11.26)[5]
- 4 (2015.11.18)[5]
- KINGDOM (2017.10.11)[5]

### Single
- „Japanization” (2009.04.15)[6]
- „Liar” (2010.08.11)[5]
- „Last Moment” (2010.12.01) (Bleach 25 tyłówka)[5]
- „Japanication” (2011.03.16)[5]
- „Samurai Heart (Some Like It Hot!!)” (2011.06.08) (Gintama 17 tyłówka )[5]
- „Beautiful Days” (2011.08.24) (Don Quixote (TV series) tyłówka)[5]
- „My World” (2012.03.14) (Gundam Age 2 tyłówka)[7][5]
- „0 Game” (2012.06.27) (The Amazing Spider-Man motyw)[5]
- „Naked” (2012.09.05)[5]
- „Wendy ~It's You~” (2012.11.21)[5]
- „Sakura Mitsu Tsuki” (2013.03.06) (Gintama 13 czołówka)[8][5]
- „Niji” (2013.5.29) (Sennyu Tantei Tokage czołówka)[5]
- „Genjo Destruction” (2013.7.3) (Gintama: The Movie: The Final Chapter: Be Forever Yorozuya motyw)[9][5]
- „Just One Life” (2013.11.13) (Samurai Flamenco czołówka)[10][5]
- „Imagination” (2014.03.13) (Haikyuu!! czołówka)[5]
- „Rockin` Out” (2015.03.23)[5]
- „Firestarter” (2015.07.22)[5]
- „I'm a Beliver” (2015.10.21)[5]
- „RAGE DUST” (2016.11.09)[5]
- „Be with” (2017.03.29)[5]
- „THE WORLD IS MINE” (edited) (2017.07.05)[11]
- „MIDNIGHT ”(2017.08.30)[5]
- „I Wanna Be...” (2018.07.25)[5]